# الدوير (أسيوط)
قرية الدوير هي إحدى القرى التابعة لمركز صدفا في محافظة أسيوط بجمهورية مصر العربية. وفقًا لتعداد عام 2006، بلغ عدد سكان القرية 26,424 نسمة، منهم 13,768 رجلًا و12,656 امرأة.

## الموقع الجغرافي
تقع قرية الدوير على بُعد حوالي 2 كيلومتر غرب مركز صدفا، وتبعد نحو 40 كيلومترًا جنوب مدينة أسيوط. تُعد من أكبر قرى الصعيد من حيث المساحة والسكان، وتبلغ مساحتها الزراعية حوالي 7000 فدان.

## المعالم والخدمات
تضم القرية أكثر من 50 مسجدًا و5 كنائس، وتُعرف بوجود أعلى مئذنة في محافظة أسيوط. كما تحتوي على قصر ثقافة كبير، وعدد من المدارس الحكومية والأزهرية، بالإضافة إلى جمعيات أهلية وخيرية تقدم خدمات متنوعة للسكان.
شهدت القرية مشروعات تنموية متعددة، منها مبادرة كويتية لتنمية الصعيد، حيث تم تجديد المدارس الرئيسية، وتطوير مركز الشباب، وإنشاء مركز لرعاية ودمج الأطفال ذوي الإعاقة، بالإضافة إلى إنشاء عيادات طبية ومعمل تحاليل بالوحدة الصحية، وتزويد مستشفى صدفا المركزي بأجهزة جديدة للغسيل الكلوي ورعاية الأطفال المبتسرين.

## شخصيات بارزة
من أبرز الشخصيات التي تنتمي إلى قرية الدوير:
- الدكتور زكي عبد المتعال، وزير المالية في العهد الملكى.
- الكاتب الصحفي أحمد بهاء الدين، الذي أُطلق اسمه على مركز ثقافى بالقرية.